# Oclocràcia
L'oclocràcia o govern de la multitud o de la turba (del grec ὀχλοκρατία, okhlokratia, llatí ochlocratia) és una de les formes de degeneració de la democràcia, de la mateixa manera que la monarquia pot degenerar en tirania o l'aristocràcia pot fer-ho en oligarquia. De vegades es confon amb la tirania de la majoria, atès que tots dos termes estan íntimament relacionats.
El terme va ser encunyat per Polibi, historiador grec, en la seva obra Històries (VI, 3, 5-12; 4, 1-11) escrita entorn de l'any 200 aC Polibi va desenvolupar la seva pròpia teoria de l'anaciclosi basant-se en les tres formes de govern aristotèliques i les seves corresponents formes impures, substituint la demagògia, com a forma degenerada de la democràcia, pel nou concepte d'oclocràcia.
Mentre que, etimològicament, la democràcia és el govern del poble que amb la voluntat general legitima al poder estatal, l'oclocràcia és el govern de la multitud, és a dir, "la multitud, massa o gentada és un agent de producció biopolítica que a l'hora d'abordar assumptes polítics presenta una voluntat viciada, evicciosa, confusa, injuiciosa o irracional, i per això manca de capacitat d'autogovern i, per tant, no conserva els requisits necessaris per ser considerada com «poble»".
No s'ha de confondre amb l'estococràcia, on la composició del govern i de diferents càrrecs públics és triat aleatòriament entre els ciutadans. Tampoc ha de ser confosa amb la denominada tirania de la majoria, quan un grup aconsegueix imposar els seus interessos sobre els de la resta de grups existents.

## Conceptes

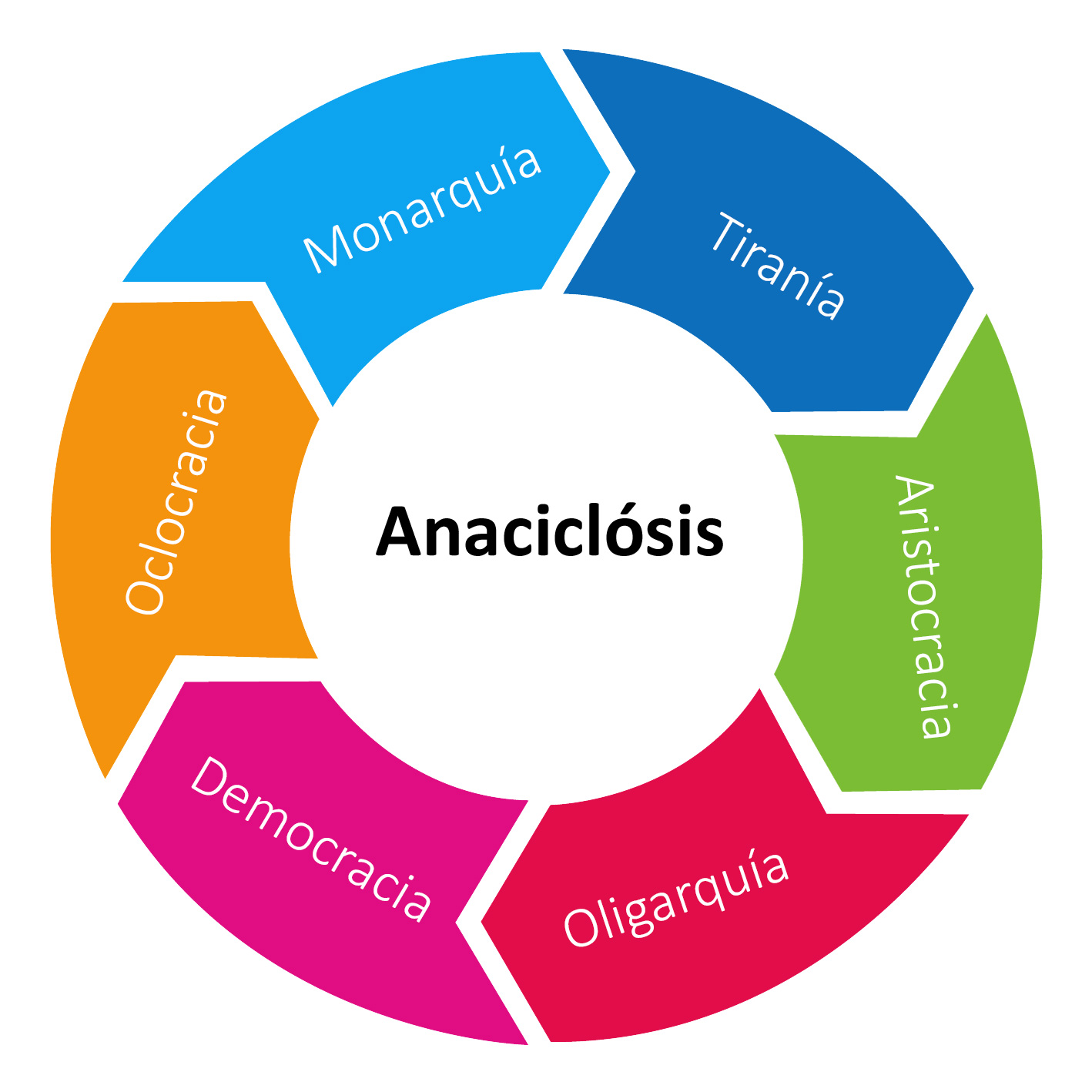
Anaciclosi, segons Polibi.

Polibi va anomenar «oclocràcia» al fruit de l'acció demagògica: «Quan aquesta [la democràcia], al seu torn, es taca d'il·legalitat i violències, amb el pas del temps es constitueix l'oclocràcia». Segons la seva teoria de l'anaciclosi -teoria cíclica de la successió dels sistemes polítics, a la qual al·ludeix Maquiavel, l'oclocràcia es presenta com el pitjor de tots ells, l'últim estat de la degeneració del poder. En la seqüència de governs dibuixada per Polibi, la democràcia sorgeix com a resposta a l'oligarquia, però acaba embrutint-se. L'oclocràcia resultant perdurarà fins a l'adveniment d'un nou líder, providencial, que esdevingui el nou monarca.
Es pot considerar que aquesta successió de governs és deguda als ànims revengistes dels diferents estrats socials, on les classes oprimides passen a ser les opressores i viceversa.
Segons El contracte social de Jean-Jacques Rousseau, es defineix oclocràcia com la degeneració de la democràcia. L'origen d'aquesta degeneració és una desnaturalització de la voluntat general, que deixa de ser "general" tan aviat com comença a presentar vicis en si mateixa, encarnant els interessos d'alguns i no de la població en general.
Segons el filòsof escocès James Mackintosh, en el seu Vindiciae Gallicae, l'oclocràcia és l'autoritat d'un populatxo corromput i tumultuós. En lloc del govern popular, és el despotisme de la munió.
Thomas Hobbes al seu llibre Leviatan parla de la "multitud" com el conjunt de la població què, dintre de la diversitat d'opinió dels seus individus, és capaç d'arribar a acords democràtics. En canvi, la "munió" o "turba" es produeix quan un grup prou influent aconsegueix que les seves idees siguin compartides per tota la resta.

## Filosofia política
Des d'un punt de vista filosòfic, la separació entre democràcia i oclocràcia és difusa. Per exemple, una vaga reeixida, si havia estat convocada per un grup, podria ser considerada un triomf de l'oclos, però també com una victòria de la societat en el seu conjunt (demos). Una votació parlamentària resolta per majoria simple, també pot veure's com un triomf partidista o com el resultat d'un procés plenament democràtic.
Assumint que l'oclocràcia és una desviació negativa de la democràcia, es poden establir sistemes de protecció del sistema democràtic. Però això pot considerar-se també una pràctica totalitarista de preservació de l'statu quo i una pèrdua de les llibertats civils.
Rousseau defenia que a l'oclocràcia s'hi arriba per la imposició d'interessos partidistes ocults. Però, aquesta observació acostuma a fer-se sota prismes històrics posteriors, des de posicions ideològiques adverses. En canvi, quan aquesta posició és afina a aquells fets, es trien altres epítets, com revolució, moviment, alçament...

## Execució
És comú que la instauració d'una oclocràcia pugui arribar de manera interessada. Il·lustres pensadors com Aristòtil, Pèricles, Giovanni Sartori, Juvenal, Shakespeare, Lope de Vega, Stuart Mill, Ortega y Gasset o Tocqueville van advertir del perill de la democràcia popular: l'interès dels grups que exerceixen el seu poder per fer-la degenerar en oclocràcia, amb l'objectiu de mantenir aquest poder de forma corrupta, buscant una il·lusòria legitimitat davant del sector més ignorant de la societat, cap al qual dirigeixen tots els seus esforços propagandístics i manipuladors.
En el desenvolupament d'aquestes pràctiques, es té en compte, només de manera superficial, els interessos reals del país que més s'adeqüin al model ideològic que es vol imposar. Es pot fer apel·lant (o fomentant) emocions, pors i inquietuds irracionals, fanatismes, sentiments nacionalistes exacerbats, per la creació de desitjos injustificats o inabastables, etc. D'aquesta manera es guanya el suport popular, sovint mitjançant l'ús de l'oratòria i la retòrica, però també a través del control de la població. L'apropiació dels mitjans de comunicació i dels mitjans d'educació per part d'aquests grups de poder són punts clau per a qui cerca aquesta estructura de govern, per tal d'utilitzar la desinformació.
Així es manté un domini dinàmic sobre les masses, que creuen que estan fent prevaldre els seus propis desitjos - immediats i incontrolats -, donant l'aparença d'un legítim poder polític constituït sobre la voluntat popular. No obstant això, tal com assegura Rousseau a El contracte social, la clau es troba en el conjunt de ciutadans conscients de la seva situació i de les seves necessitats, amb una voluntat formada i preparada per a la presa de decisions i per a exercir el seu poder de legitimació de forma plena. D'aquesta manera, el poder abandona el camp de la política al camp de la demagògia i del populisme.

## Exemples

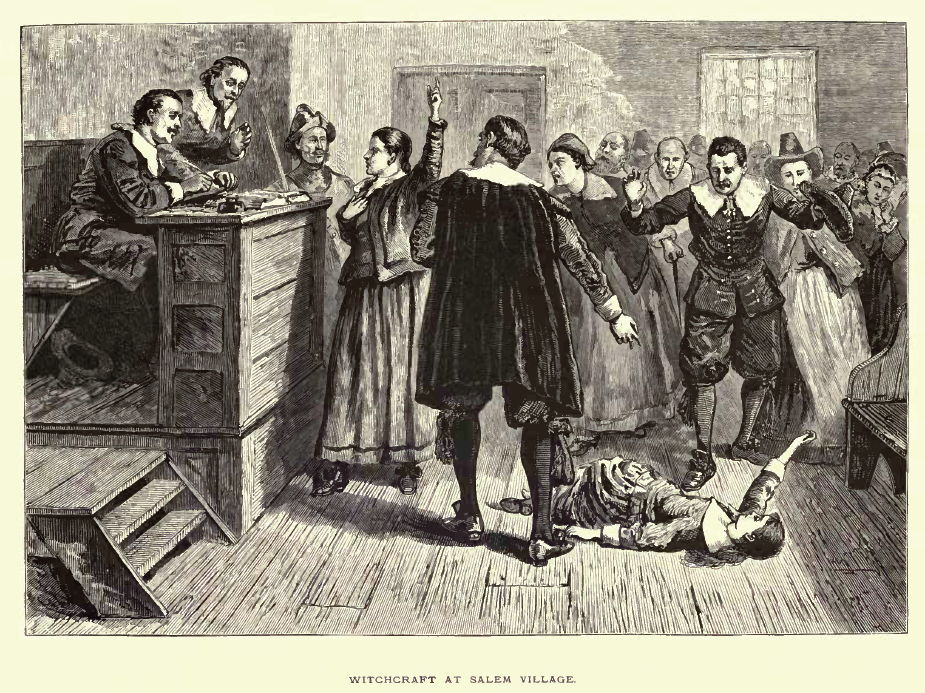
Il·lustració dels Judicis de Salem.

- Marc Aureli Cleandre fou un sinistre personatge de l'imperi romà durant el segle ii, favorit de l'emperador Còmmode. Aprofitant el seu poder dintre de l'exercit romà, va aconseguir que els militars empresonessin i executessin Tigidi Perennis, assumint a continuació el seu càrrec com a prefecte del pretori.[22]
- El judici a les bruixes de Salem fou un episodi succeït entre 1692 i 1693 a Salem (Massachusetts), en el qual, els puritans i diversos clans familiars interessats a expandir les seves possessions van provocar persecucions, empresonaments i execucions sota acusacions de bruixeria.[23]
- La por roja va ser un fenomen observat als Estats Units en dues etapes: coincidint amb la Revolució Russa i en l'època del Teló d'acer. En aquestes èpoques, es van succeir arreu del país les acusacions de comunisme, espionatge, elaboració de llistes negres i restricció de drets.[24]
- En els darrers temps s'han popularitzat dos anglicismes relacionats amb el concepte d'oclocràcia: el mobbing o assetjament laboral i el bullying o assetjament escolar. En ambdós casos, un petit grup aconsegueix que la majoria (l'oclos) reaccioni violentament contra un membre.[25][26][27]
- Un altre cas d'oclocràcia es pot trobar en cert comportament dels usuaris de xarxes socials que, guiats per determinats perfils o per contingut promocionat, poden ser dirigits envers una determinada activitat.[28][29]
- Diverses organitzacions criminals, amb prou poder i arrelament social, van crear en les seves comunitats un sistema oclocràtic. Es el cas de la màfia siciliana, l'organització del narco Pablo Escobar o les bandes que dominen les favelas brasileres. El gruix de la població és part directa o indirecta de la banda, mostra connivència o aprova les seves actuacions; en oposició al poder polític a qui se l'acusa d'abandó.[30]